# Srby, Domažlice
Srby là một làng thuộc huyện Domažlice, vùng Plzeňský, Cộng hòa Séc.